# Acnodon
Acnodon è un genere di pesci d'acqua dolce appartenente alla famiglia Characidae, sottofamiglia Serrasalminae.

## Etimologia
Il nome del genere, Acnodon, deriva dall'unione delle parole acus (dal latino) ago + odous (dal greco) dente: evidentemente dovuto alla caratteristica dentatura.

## Distribuzione e habitat
Queste specie sono diffuse in Sudamerica, nel bacino idrografico dei fiumi brasiliani e della Guyana.

## Acquariofilia
Una specie del genere, Acnodon normani, sebbene non molto diffusa in commercio per l'acquariofilia, è allevata prevalentemente da appassionati.

## Specie
- Acnodon normani
- Acnodon oligacanthus
- Acnodon senai